# 粽子魔方

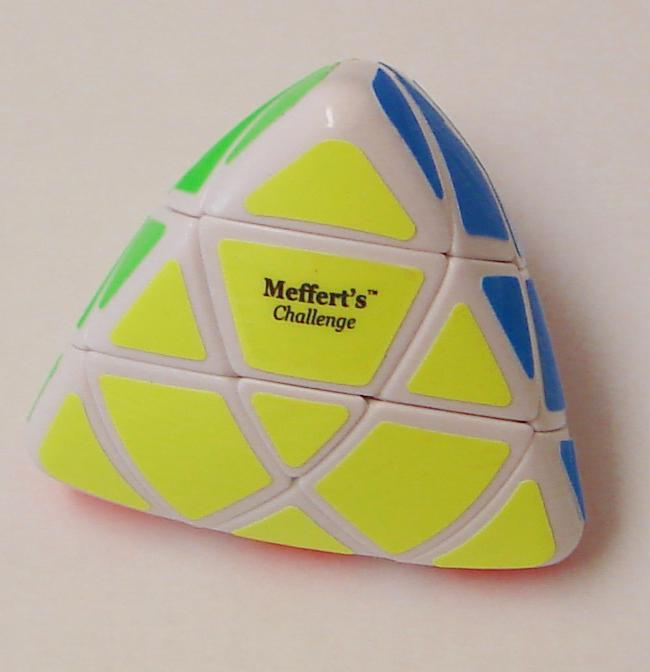

粽子魔方，也称魔粽，是一种在三阶魔方基础之上变化而来的异形魔方。虽然外形看起来像是金字塔魔方，但两者的解法大相径庭。魔粽的解法与三阶魔方十分类似，只是由于其形状特殊而稍有不同。